# Joseph Delachenal
Pour les articles homonymes, voir Delachenal.
Joseph Delachenal, né le 12 août 1881 à Chambéry (Savoie) et mort le 4 mai 1970 à Paris, est un homme politique français.

## Biographie

### Origines et famille
Joseph Louis Adolphe Delachenal naît le 12 août 1881, à Chambéry (Savoie). Il est le fils d'Eugène Delachenal (1846-1906), professeur de droit aux facultés catholiques de Lille,, et d'Isabelle Poullier (1857-1881).
Il est issu du côté paternel d'ancienne et notable famille uginoise, dont l'arrière-grand-père, Joseph-Marie, a été maire d'Urgine, son grand-père Ambroise, avocat a été syndic et député au Parlement de Turin,,. Sa mère appartient à une famille d'industriels lilloise.
Il épouse Geneviève de Montgolfier (1889-1978), à Peaugres, en 1911,. Ils ont six enfants dont Eugène (ingénieur, 1912-1958), Bernard (professeur de mathématiques à l'université de Savoie).

### Étude et carrière juridique
Il commence ses études de droit, à Lyon, puis il termine sa troisième année de licence à Grenoble,. Il est classé premier au concours général, en 1900. Il poursuit, l'année suivante, ses études en faisant un doctorat ès-sciences juridiques, puis de ès-sciences politiques et économiques, en 1902. Sa thèse s'intitule « Commentaire de la loi du 31 mars 1899 sur les Caisses régionales et sur le Crédit agricole mutuel ».
Admissible en 1906 à l'agrégation « Section de Droit Privé et de Droit Criminel », il échoue,.
Il devient avocat. Il devient professeur aux facultés catholiques de Paris et entre avocat au barreau de Chambéry. Il ouvre un cabinet dans cette même ville, en 1911. C'est à cette période qui épouse Geneviève de Montgolfier.
Dans la capitale, il fonde, en 1908, l'Association des jardins ouvriers savoyards, puis l'année suivante, il intègre le comité de l'Union des travailleurs savoyards, créée par l'Alliance catholique savoisienne de Paris (cf. Diaspora savoyarde à Paris).

### Carrière politique
Élu conseiller général de Saint-Pierre-d'Albigny en 1907, à 26 ans (jusqu'en 1925 puis de 1935 à 1945), il est élu conseiller municipal de Saint-Pierre-d'Albigny en 1910, puis maire de 1925 à 1947,. Son fils Jean Delachenal, successeur désigné, devient maire, en 1947, puis conseiller général, en 1951.
Il est élu député, conservateur, une première fois en 1910,. Battu en 1914, il est réélu en 1920 avec le Bloc national pour un deuxième mandat, puis de 1945 à 1958, à 77 ans, où là encore son fils Jean lui succédera,.
En août 1919, il fonde le journal La Savoie, « hebdomadaire républicain indépendant », dont Marcel Léger prendra la direction entre 1924 et 1926. En 1928, il se retire de la vie politique et supprime la parution du journal.
Soucieux de l'ordre et du développement des zones rurales, partisan du libéralisme économique, anticommuniste, il a été après-guerre le président du groupe parlementaire des républicains indépendants. Il s’occupe surtout des questions sociales, des familles nombreuses, d'assurances et de mutuelles.
Joseph Delachenal meurt le 4 mai 1970, à Paris.

## Distinctions
- Médaille d'honneur départementale et communale
- Chevalier de l'ordre du Mérite social
- Chevalier de la Légion d'honneur (1959)